# Estación Río Colorado (Tucumán)
Rio Colorado es una estación de ferrocarril de la localidad de Río Colorado en el departamento Leales, en la provincia de Tucumán, Argentina.

## Servicios
No presta servicios de pasajeros, sólo de cargas. Sus vías corresponden al Ramal CC del Ferrocarril General Belgrano. Sus vías e instalaciones están a cargo de la empresa estatal Trenes Argentinos Cargas.